# Mielchituj (sielskoje posielenije Chadachan)
Mielchituj (ros. Мельхитуй) – wieś (dieriewnia) w Rosji, w obwodzie irkuckim, w Ust-Ordyńsko-Buriackim Okręgu Autonomicznym, w rejonie nukuckim. W 2010 liczyła 413 mieszkańców.